# Sergiu Istrati
Serghei (Sergiu) Istrati (n. 7 august 1988) este un fotbalist din Republica Moldova care evoluează pe postul de mijlocaș.

## Cariera
După ce a evoluat aproape 7 sezoane în la cluburi din Divizia Națională și Divizia „A” în Republica Moldova, în iunie 2014 Serghei Istrati s-a transferat la echipa Kramfors Alliansen din liga a 5-a a Suediei, acolo unde juca și fratele său Vadim, pe postul de portar. În septembrie 2014, Serghei a părăsit lotul echipei cu două etape înainte de sfârșitul campionatului din Suedia, cu permisiunea conducerii clubului, care a decis să-i ofere o perioadă mai mare de concediu datorită golurilor marcate de Serghei, care a ajutat echipa să devină campioană înainte de încheierea campionatului și aceasta a promovat într-o ligă mai superioară. Totodată, Istrati era golgheterul Campionatului Suediei în liga în care evolua. Revenind din Suedia, Serghei Istrati s-a alăturat grupării Spicul Chișcăreni din Divizia „B”, antrenată de românul Constantin Arbănaș. Cu Spicul Chișcăreni, Istrati a câștigat titlul în Divizia „B” Nord și cu 30 de goluri marcate a devenit golgheterul diviziei. La sfârșitul lui iulie 2015 el a semnat un contract cu clubul FC Saxan, revenind pentru a doua oară la echipă, cu care avea să joace în Divizia Națională, după ce în trecut a jucat cu Saxan în Divizia „A”.

## Palmares

### Club
FC Saxan
- Divizia A (1): 2013–14
- Cupa Rădăuțanu 2014[5]

Spicul Chișcăreni
- Cupa Rădăuțanu 2015[3]

Kramfors Alliansen
- Campion – Liga a 5-a a Suediei (1): 2014

### Individual
- Golgheter Liga a 5-a a Suediei (1): 2014, cu Kramfors Alliansen
- Golgheter Divizia „B” Nord (1): 30 de goluri, cu Spicul Chișcăreni